# Janusz Szreniawski
Janusz Szreniawski (ur. 23 stycznia 1910 w Chełmie Lubelskim, zm. 11 czerwca 1997 w Łodzi) – polski specjalista w dziedzinie odlewnictwa, profesor Politechniki Łódzkiej.
W 1935 roku ukończył Politechnikę Warszawską uzyskując dyplom inżyniera mechanika. Po ukończeniu studiów rozpoczął pracę w Mechanicznej Stacji Doświadczalnej Politechniki Lwowskiej. Następnie pracował kilkanaście lat w przemyśle jako kierownik odlewni. Równolegle z pracą w przemyśle, w roku 1950 rozpoczął pracę w Politechnice Łódzkiej. Od 1953 roku do chwili przejścia na emeryturę poświęcił się całkowicie pracy naukowej. W 1959 roku uzyskał tytuł profesora nadzwyczajnego, a profesora zwyczajnego w roku 1967. Do chwili uzyskania tytułu naukowego wykonał 5 prac inżynierskich z zakresu konstrukcji, technologii i projektowania zakładów, m.in. wykonał projekt wstępny pierwszej polskiej odlewni zmechanizowanej w Łodzi. Jego działalność naukowa i badawcza związana była głównie z problemami technologii wytwarzania odlewów.
Dorobek naukowo-badawczy obejmuje 225 publikacji z zakresu teoretycznych podstaw odlewnictwa, w tym 4 książki. Uzyskał 16 patentów z których większość wdrożono w produkcji przemysłowej. Największe efekty ekonomiczne osiągnięto z patentów w zakresie żeliw stopowych na gniazda i prowadnice zaworowe do silników samochodowych.
Pełnił szereg funkcji: prodziekana (1956–1958) i dziekana Wydziału Mechanicznego PŁ (1962–1964), kierownika Katedry Technologii Metali, dyrektora Instytutu Materiałoznawstwa i Technologii Metali. Był założycielem w Łodzi Stowarzyszenia Odlewników Polskich, a następnie przez wiele lat jego przewodniczącym. Był również wieloletnim członkiem Komitetu Hutnictwa PAN oraz członkiem Komitetu Budowy Maszyn PAN. Został wpisany do honorowej Księgi Zasłużonych Techników Łodzi. W roku 1980 przeszedł na emeryturę.
Został pochowany na cmentarzu św. Antoniego na Mani (kwatera 26, rząd 23, grób 39).

## Odznaczenia
- Złoty Krzyż Zasługi (1949),
- Krzyż Kawalerski Orderu Odrodzenia Polski (1971)[1].